# Dorothy Garrod
Dorothy Annie Elizabeth Garrod (Londra, 5 maggio 1892 – Cambridge, 18 dicembre 1968) è stata un'archeologa britannica specializzata nel periodo paleolitico.
Fu la prima donna a ottenere una cattedra nelle università di Oxford e Cambridge.

## Biografia

### Infanzia e studi
Nacque dal medico Sir Archibald Garrod e da Laura Elizabeth Smith. Inizialmente studiò privatamente a casa sua, dove ebbe come prima insegnante Isabel Fry, poi frequentò la Birklands School di St Albans.
Nel 1913 Garrod si iscrisse al Newnham College dell'Università di Cambridge in concomitanza con la sua conversione al cattolicesimo. Dopo la laurea in storia conseguita nel 1916 perse i suoi tre fratelli durante la prima guerra mondiale. Nel periodo interbellico raggiunse suo padre a Malta e iniziò ad interessarsi alle antichità locali.

### Carriera

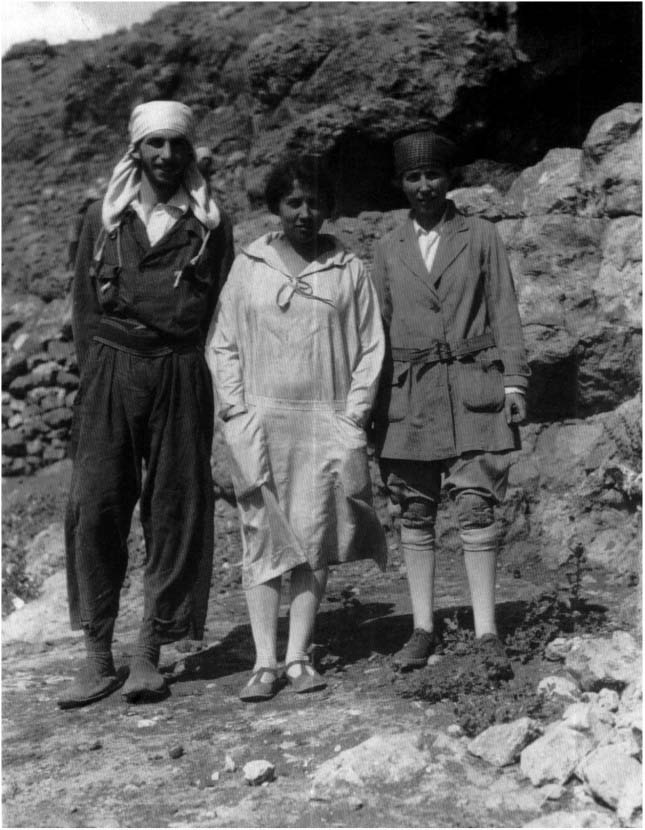
Garrod nel 1928 con George e Edna Woodbury dell'American School of Prehistoric Research

Al ritorno della sua famiglia in Inghilterra, Garrod si laureò in antropologia all'Università di Oxford, dove ebbe tra i suoi docenti Robert Ranulph Marett, poi dal 1922 al 1924 studiò con il preistorico francese Abbé Breuil presso l'Institut de Paleontologie Humaine di Parigi.
Al termine dei suoi studi, Garrod intraprese i suoi primi scavi a Gibilterra, in particolare presso la Devil's Tower Cave che si trovava a soli 350 m dalla Cava di Forbes, dove in precedenza era stato trovato un teschio di Neanderthal. Nel 1925 Garrod rilevò un secondo importante teschio di questo tipo ora chiamato Gibraltar 2.
Nel 1926 uscì la sua prima pubblicazione intitolata The Upper Paleolytic of Britain, per la quale le fu conferito un B. Sc. degree presso l'Università di Oxford. Nel 1928 guidò una spedizione attraverso il Kurdistan meridionale che portò allo scavo della grotta di Hazar Merd e della grotta di Zarzi.
Nel 1929 Garrod fu incaricata di dirigere gli scavi a Wadi el-Mughara sul Monte Carmelo, nella Palestina mandataria, nell'ambito di un progetto congiunto dell'American School of Prehistoric Research e della British School of Archaeology di Gerusalemme. In 22 mesi vennero completati 12 scavi che mostrarono un quadro cronologico ritenuto cruciale per la comprensione attuale di quel periodo preistorico. Lavorando a stretto contatto con Dorothea Bate, Garrod mostrò una lunga sequenza di occupazioni del Paleolitico inferiore, del Paleolitico medio e dell'Epipaleolitico nelle grotte di Tabun, El Wad, Es Skhul, Shuqba (Shuqbah) e nella grotta di Kebara. Fu lei a coniare il termine di cultura natufiana, che proveniva da Wadi an-Natuf, l'ubicazione della grotta di Shuqba. Gli scavi da lei condotti furono eseguiti quasi esclusivamente con lavoratrici reclutate dai villaggi locali. A una di queste donne, Yusra, viene accreditata la scoperta del teschio di Neanderthal Tabun 1. Durante questi scavi venne impiegata per la prima volta la fotografia aerea.
Nel 1937 Garrod pubblicò The Stone Age of Mount Carmel, considerato un'opera rivoluzionaria nel campo dell'archeologia, mentre l'anno successivo si recò in Bulgaria per gli scavi della grotta paleolitica di Bacho Kiro.

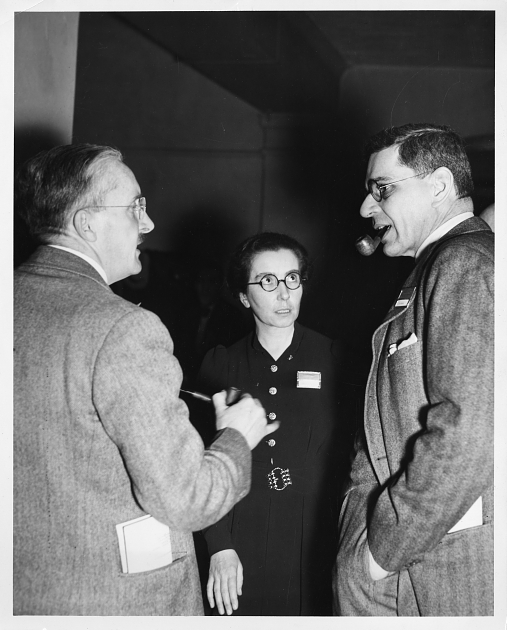
Garrod all'International Symposium on Early Man, Filadelfia, marzo 1937

Dopo aver ricoperto svariati incarichi accademici, tra cui quello di direttrice degli studi per l'archeologia e per l'antropologia del Newnham College, divenne docente di archeologia a Cambridge il 6 maggio 1939, incarico che mantenne fino al 1952. La sua nomina venne accolta con entusiasmo dalle studentesse e in suo onore si tenne una cerimonia di ateneo in cui ogni piatto aveva il nome di un reperto archeologico. L'uguaglianza di genere all'Università di Cambridge all'epoca era ancora remota: in quanto donna, Garrod non poteva essere un membro a pieno titolo dell'Università, quindi era esclusa dal parlare o votare su questioni universitarie. Ciò restò in vigore fino al 1948, quando le donne divennero membri a pieno titolo dell'Università.
Durante la seconda guerra mondiale Garrod prestò servizio nella Women's Auxiliary Air Force (WAAF) in qualità di ufficiale di sezione (equivalente al grado di ufficiale di volo), poi nel dopoguerra tornò in ateneo e apportò una serie di modifiche al dipartimento, inclusa l'introduzione di un modulo di studio sulla preistoria mondiale. Laddove in precedenza la preistoria era stata considerata particolarmente francese o europea, Garrod estese l'argomento su scala globale, apportando anche modifiche alla struttura degli studi di archeologia, trasformando così Cambridge nella prima università britannica a offrire corsi universitari in archeologia preistorica. Durante le vacanze estive universitarie si recò in Francia e scavò in due siti importanti: la grotta di Fontéchevade con Germaine Henri-Martin, e quella di Angles-sur-l'Anglin con Suzanne de St. Mathurin.

### Ultimi anni
Al suo pensionamento nel 1952 si trasferì in Francia continuando la sua attività di ricerca. Nel 1958, all'età di 66 anni, scavò sul promontorio di Aadloun in Libano con l'assistenza di Diana Kirkbride. L'anno successivo le fu chiesto urgentemente di recarsi a Ras El Kelb, poiché una grotta significativa era stata intaccata dalla costruzione di strade e ferrovie.
Nell'estate del 1968 fu colpita da un ictus mentre visitava i parenti a Cambridge, dove morì in una casa di cura il 18 dicembre di quell'anno, all'età di 76 anni.

## Premi e riconoscimenti
Nel 1937 Garrod ricevette il dottorato onorario dall'Università della Pennsylvania e dal Boston College, nonché un DSc. dall'Università di Oxford. Nel 1952 venne eletta membro della British Academy e nel 1965 le fu conferito il grado di Commendatore dell'Ordine dell'Impero Britannico. Nel 1968 ricevette la medaglia d'oro dalla Society of Antiquaries of London.